# Spyridium phlebophyllum
Spyridium phlebophyllum är en brakvedsväxtart som först beskrevs av F. Müll., och fick sitt nu gällande namn av F. Müll.. Spyridium phlebophyllum ingår i släktet Spyridium och familjen brakvedsväxter. Inga underarter finns listade i Catalogue of Life.